# Cova de Portet
La Cova de Portet, és un cova del terme municipal de Llimiana, al Pallars Jussà.
El nom d'aquesta cova (Cova de Portet) ha estat oficialitzat pel Nomenclàtor oficial de toponímia major de Catalunya en la seva segona edició (2009).
Es troba a les parets orientals del Congost de Terradets, als Cingles del Valentí, a migdia de la Cova de Muricecs.